# 塔尔内斯
塔尔内斯（法語：Tarnès，法語發音：[taʁnɛ]）是法国吉伦特省的一个市镇，属于利布尔讷区。

## 地理
塔尔内斯（44°58'32"N, 0°21'33"W）面积1.45 平方千米，位于法国新阿基坦大区吉倫特省，该省份为法国西南部沿海省份，是法國本土面积最大的省，北起滨海夏朗德省，西临大西洋，南至朗德省，东南接洛特-加龍省，东临多爾多涅省。
与塔尔内斯接壤的市镇（或旧市镇、城区）包括：弗龙萨代地区卡迪拉克、拉朗德德弗龙萨克、吕贡和利勒迪卡尔奈、韦拉克、维勒古日。

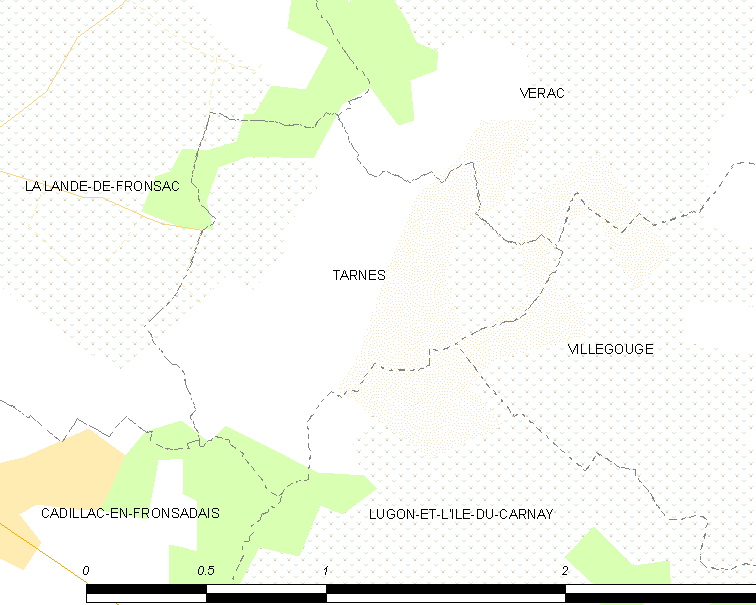
塔尔内斯的OSM定位图

塔尔内斯的时区为UTC+01:00、UTC+02:00（夏令时）。

## 行政
塔尔内斯的邮政编码为33240，INSEE市镇编码为33524。

## 政治
塔尔内斯所属的省级选区为勒利布尔奈-弗龙萨代县。

## 人口

1962-2008年间塔尔内斯人口变化图示

塔尔内斯于2022年1月1日时的人口数量为298人。